# Fuertesimalva pentacocca
Fuertesimalva pentacocca är en malvaväxtart som först beskrevs av Antonio Krapovickas, och fick sitt nu gällande namn av P.A. Fryxell. Fuertesimalva pentacocca ingår i släktet Fuertesimalva och familjen malvaväxter. Inga underarter finns listade i Catalogue of Life.